# María Eugenia Ibáñez
María Eugenia Ibáñez Calle (Barcelona, 31 de enero de 1946) también conocida por acrónimo de sus iniciales MEI es una periodista española.

## Trayectoria
Licenciada en Historia Contemporánea y graduada en Periodismo en la Escuela de la Iglesia de Barcelona. Comenzó su trayectoria profesional formando parte del primer equipo de redacción del Diario Femenino en 1968. En 1973 se incorporó a Mundo Diario, a la sección de Barcelona sobre "información de barrios". En Mundo Diario llegó a ser subdirectora. En 1977 fue vocal de la primera junta directiva de la Asociación de la Prensa de Barcelona.  En 1980 tras la crisis del Grupo Mundo trabajó en la Hoja del Lunes y en 1982 se incorporó al El Periódico de Cataluña donde se jubiló en 2006.
Durante años trabajó en información local destacando su trabajo de proximidad a los barrios dando voz al movimiento ciudadano y a los líderes vecinales de la ciudad de Barcelona por lo que recibió un homenaje en año 2000.  También ha destacado por su periodismo con visión de género siendo miembro de la Associació de Dones Periodistes de Catalunya desde sus inicios en 1992. También fue colaboradora de la revista "Dones" (2000-2009) y del digital donesdigital.cat.

## Premios y reconocimientos
- 2000 Galardón de Oficio de Periodista del Colegio de Periodistas de Cataluña[8]
- 2002 Medalla de Honor de Barcelona[9]
- 2011 premio de Honor de la Comunicación Local de la Diputación de Barcelona[10]
- Premio Buenas Prácticasa la Trayectoria Profesional de la Associació de Dones Periodistes de Catalunya (2023)[1]